# Cladomastigum
Cladomastigum là một chi rêu trong họ Cephaloziaceae.